# Lala (stacja metra)
Lala – stacja metra w Neapolu, na Linii 6 (błękitnej). 
Znajduje się na Largo Alessandro Lala, w dzielnicy Fuorigrotta.
Stacja została otwarta 4 lutego 2007.